# Ludivine Puy

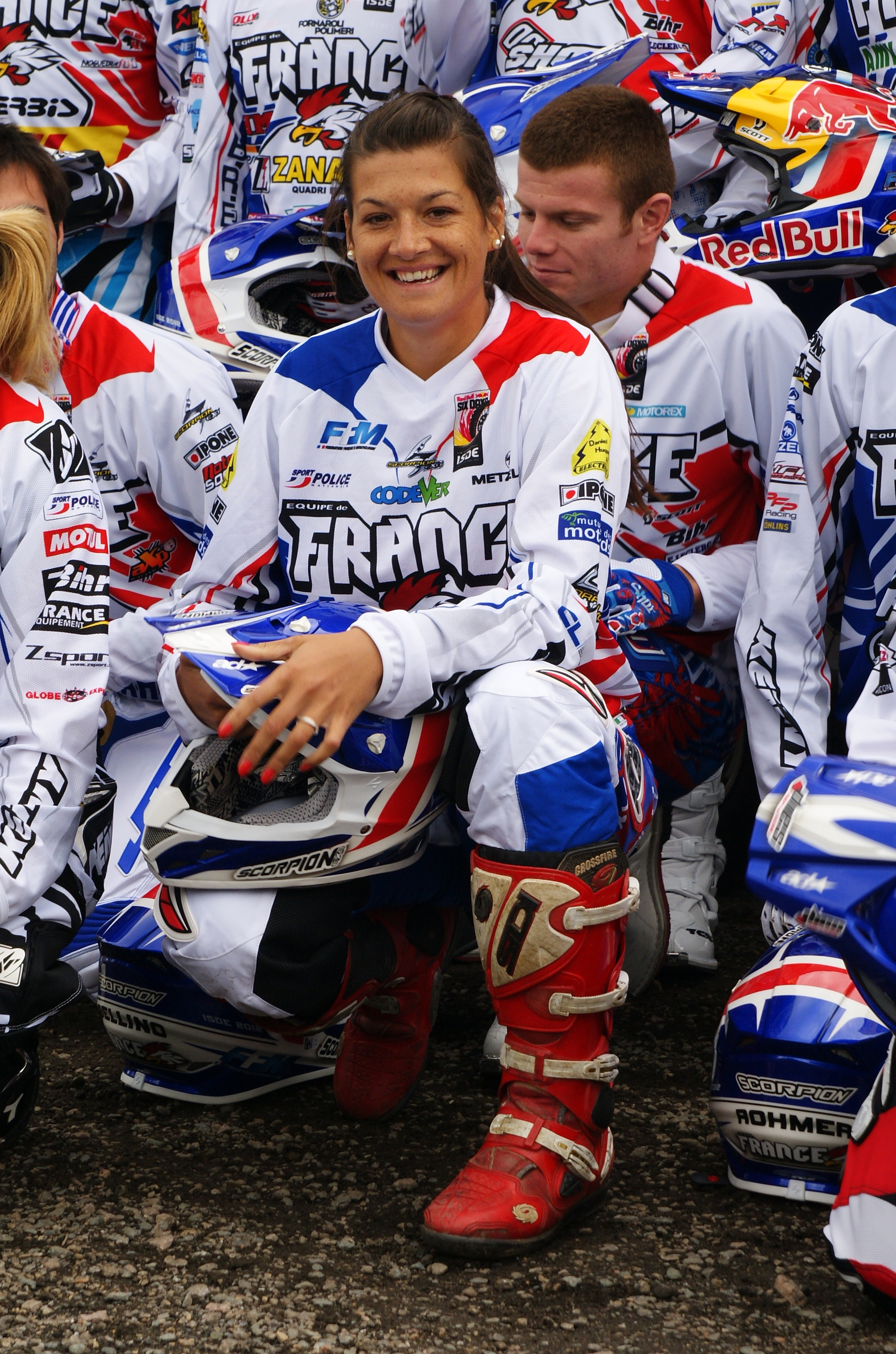
Ludivine Puy bei der 87. Internationalen Sechstagefahrt in Deutschland

Ludivine „Lulu“ Puy (* 30. Juni 1983 in Saint Germain en Laye, Picardie) ist eine französische Motorrad-Rennfahrerin. Sie gewann unter anderem zweimal den Weltmeistertitel der Frauen im Enduro-Rennen, gewann dreimal die Enduro-Europameisterschaft, nahm an der Rallye Dakar teil und gehörte fünfmal zum Siegerteam bei der Internationalen Sechstagefahrt der Frauen.

## Karriere
Puy tritt für das GasGas-Team an. Sie arbeitete bei der französischen Polizei, bevor sie professionell Motorrad fuhr. 2010 gewann sie den ersten Frauentitel der Enduro-WM, der je ausgetragen wurde. Neben ihrem internationalen Titel gewann sie auch fünfmal die französische Enduro-Meisterschaft. Während Puy von 2007 bis 2010 die Szene klar dominierte, lieferte sie sich in den Jahren 2011 und 2012 einen Wettkampf mit ihrer GasGas-Teamkollegin, der Spanierin Laia Sanz, um den Platz der besten Enduro-Fahrerin.
Ihre erste Dakar-Rallye auf dem Motorrad absolvierte sie 2005, als sie für das Euromaster-Team antrat und das Ziel erreichte. 2006 wich sie an 35. Stelle der Motorradwertung liegend, und damit als beste Frau, einem Jungen auf der Strecke aus und brach sich beim anschließenden Sturz das Hüftgelenk. 2007 erreichte sie wiederum das Ziel.
Puy hat angekündigt, dass 2012 ihre letzte Saison als aktive Rennsportlerin sein wird.